# Claire Heitzler
Claire Heitzler, née le 26 juillet 1978 à Niedermorschwihr (Haut-Rhin), est une cheffe pâtissière française.

## Biographie
Originaire d'un village alsacien, Claire Heitzler est passionnée par la pâtisserie dès son plus jeune âge. Claire fait ses études au lycee hotelier joseph storck à Guebwiller où elle obtient un BEP puis un Bac Pro.
Elle continue son apprentissage sous l'aile de Thierry Mulhaupt à Strasbourg et devient le Meilleur Apprenti d'Alsace en 1996, à 19 ans. Elle travaille dans les pâtisseries chez Troisgros, Georges Blanc et Jean-Paul Abadie.
En 2004, elle est contactée par Alain Ducasse pour entrer au Plaza Athénée, mais ne prend finalement pas le poste. Huit mois plus tard, elle accepte de se rendre à Tokyo pour prendre les rênes de la pâtisserie du restaurant Beige Alain Ducasse. Elle y reste trois ans avant de partir à Dubaï, en 2007, à la tête de la pâtisserie de l'hôtel Park Hyatt.
En 2009, Claire Heitzler rentre à Paris pour intégrer le Ritz, où elle officie un an avant de devenir chef pâtissière du restaurant Lasserre dans le 8e arrondissement,.
Cinq ans plus tard, en 2015, Claire Heitzler devient « chef de la création sucrée » chez Ladurée,, une filiale du Groupe Holder. Elle demeure à ce poste jusqu'en 2018, date à laquelle elle annonce créer sa société de conseil et de formation à destination des professionnels des métiers de bouche en France et à l'international.

## Distinctions

### Gault et Millau
- 2012 : Chef Pâtissière de l’année 2012 (Trophées annuels organisés par la revue Le Chef)[8]
- 2013 : Pâtissière de l’année 2013 Gault et Millau[9]
- 2014 : Prix d'Excellence Relais Desserts 2014